# Казело (Сондрио)
Казело је насеље у Италији у округу Сондрио, региону Ломбардија.
Према процени из 2011. у насељу је живело 97 становника. Насеље се налази на надморској висини од 265 м.